# André Laurendeau

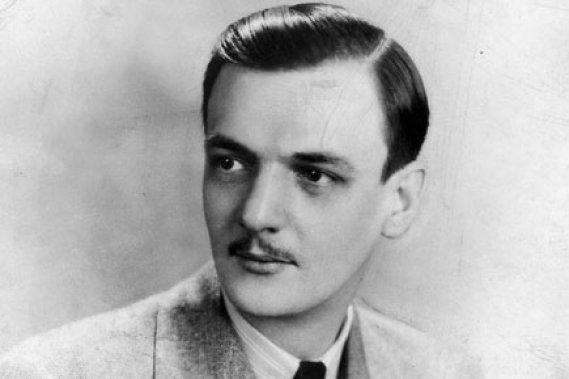
André Laurendeau um etwa 1945

André Laurendeau (* 21. März 1912 in Montreal; † 1. Juni 1968 in Ottawa) war ein kanadischer Schriftsteller, Essayist, Journalist und Politiker.

## Leben
Der Sohn des Musikprofessors und Dirigenten Arthur Laurendeau und der Pianistin Blanche Hardy besuchte das Collège Sainte-Marie in Montreal und die Universität Montreal und studierte ab 1935 an der Sorbonne und dem Institut Catholique de Paris Philosophie und Sozialwissenschaften.
1933 gründete er mit dem Journalisten Gérard Filion die Bewegung „Jeune-Canada“. Diese bewegte sich ideologisch zwischen dem Faschismus und dem separatistischen Katholizismus des Geistlichen Lionel Groulx. Die Organisation war rassistisch, fremdenfeindlich und antisemitisch. Laurendeau wurde Mitarbeiter der von seinem Vater geleiteten Zeitschrift L’Action nationale. Nach seiner Rückkehr nach Kanada leitete er die Zeitschrift von 1937 bis 1943.
1942 beteiligte er sich an der Gründung der Ligue pour la défense du Canada, die sich gegen die Einführung der Wehrpflicht einsetzte. Dagegen gab es im frankophonen Québec deutliche Vorbehalte. Er wurde der Sekretär der Ligue. In dieser Funktion gehörte er auch dem nach der Volksabstimmung vom 27. April 1942 gegründeten Bloc populaire an. Von 1944 bis 1947 war er Provinzialvorsitzender der Partei und von 1944 bis 1948 Vertreter von Montréal-Laurier in der Nationalversammlung von Québec.
Von 1947 bis 1957 war er Herausgeber und stellvertretender Chefredakteur, danach bis zu seinem Tod Chefredakteur der Tageszeitung Le Devoir. Daneben leitete er von 1948 bis 1954 erneut die Action nationale und war als Mitarbeiter des Magazine Maclean von 1961 bis 1966 an zahlreichen Rundfunk- und Fernsehsendungen beteiligt. 1963 wurde er Vizepräsident der Commission royale d’enquête sur le bilinguisme et le biculturalisme, in der er sich für eine stärkere Berücksichtigung der Interessen der frankophonen Bevölkerung in Kanada einsetzte.

## Werke
- Notre nationalisme (1935)
- L’abbé Lionel Groulx (1938)
- Actualité de Saint-François (1938)
- Alerte aux Canadiens français (1941)
- Nos écoles enseignent-elles la haine de l'anglais? (1942)
- Ce que nous sommes (1945)
- La centralisation et la guerre (1946)
- Voyages au pays de l'enfance (1960)
- La crise de la conscription 1942 (1962)
- Une vie d'enfer (1965)
- Deux femmes terribles, Drama
- La vertu des chattes et Marie-Emma, Fernsehfilm